# 阿瓦里斯
| O7 | t · pr | D56 | t · niwt |

| O7 | t · pr | D56 | t · niwt |

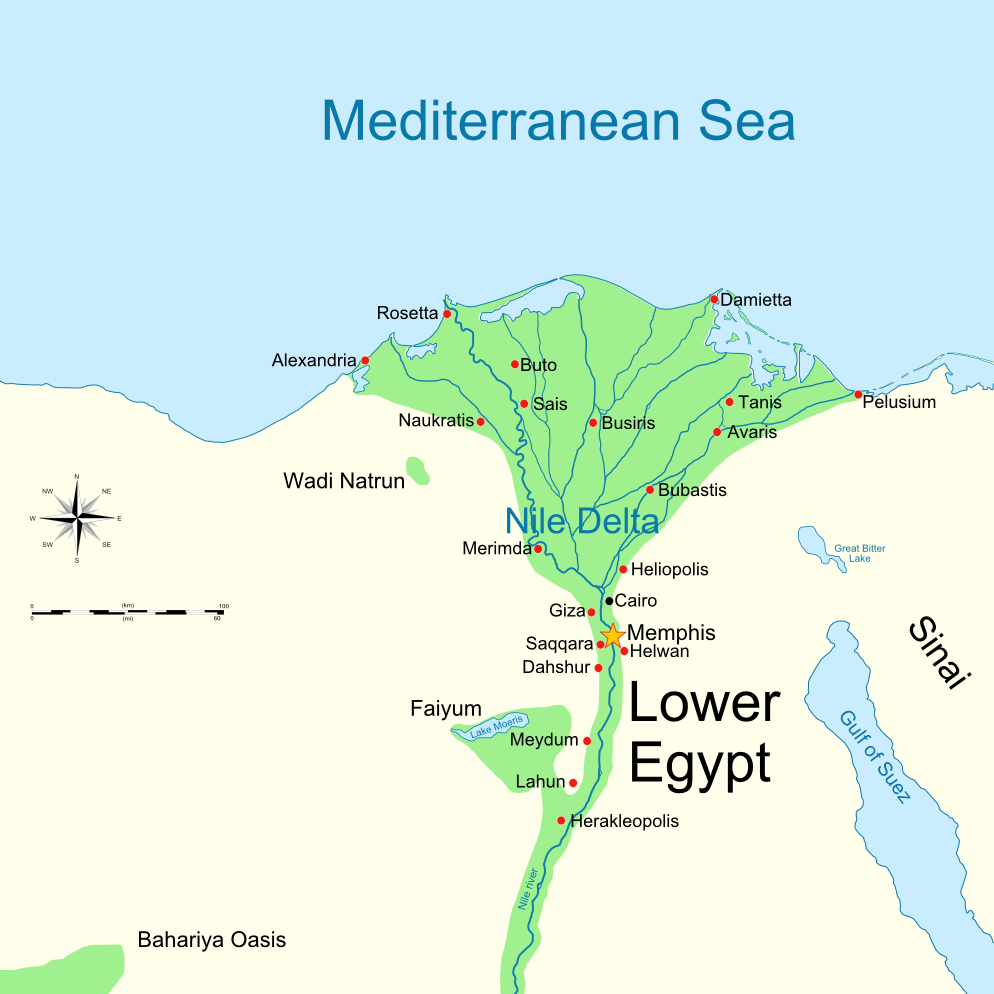
古代下埃及地图，图中标明了古城阿瓦里斯

阿瓦里斯（羅馬化：Auaris）是喜克索斯人统治埃及时期埃及的首都。它所在的位置现在被称为Tell el-Dab'a，此处位于尼罗河三角洲东北部，第8，14，19和20诺姆的相交地带。 阿瓦里斯位于三角洲商贸的中心地带，随着尼罗河的干流逐渐的向东方变迁，阿瓦里斯的地理位置让其成为了喜克索斯人和其他贸易商们的行政中心。 它从公元前1783至1550年一直有人居住（自埃及第十三王朝至第二中间期直到被第十八王朝的第一位法老雅赫摩斯一世所摧毁）。